# 西纳活佛
西纳活佛（藏語：ཟི་ན，威利转写：zi na）是青海塔尔寺的活佛之一。西纳活佛最初属藏传佛教萨迦派，俗称西纳喇嘛。清代起西纳喇嘛派生出了两个格鲁派的活佛系统，“西纳夏茸切哇”与“西纳夏茸穹哇”。其中“西纳夏茸穹哇”至20世纪初便不可考，现西纳活佛基本都指“西纳夏茸切哇”一支。

## 历世西纳活佛

### 西纳喇嘛（西纳昂索）
| 世代       | 中文姓名 |
| ---------- | -------- |
| 第一世     | 喜饶意希 |
| 第二世     | 却帕坚赞 |
| 第三世     | 格列坚赞 |
| 第四世     | 索南列巴 |
| 第五世     | 班觉列巴 |
| 第六世     | 班觉坚赞 |
| 第七世     | 班觉仁钦 |
| 第八世     | 班觉彭措 |
| 第九世     | 班觉达吉 |
| 第十世     | 洛桑克   |
| 第十一世   | 喜饶南杰 |
| 第十二世   | 阿旺贝丹 |
| 此后不可考 |          |

### 西纳夏茸切哇
| 世代   | 生卒年     | 中文姓名     |
| ------ | ---------- | ------------ |
| 第一世 | 1593－1662 | 列巴嘉措     |
| 第二世 | 1664－1733 | 阿旺罗桑     |
| 第三世 | 1731－1802 | 阿旺崔臣达吉 |
| 第四世 | 1803－1866 | 噶桑达吉嘉措 |
| 第五世 | 1867－？   | 罗桑桑吉嘉措 |
| 第六世 | 1937－2018 | 洛桑旦贝坚赞 |

### 西纳夏茸穹哇
| 世代   | 生卒年     | 中文姓名     |
| ------ | ---------- | ------------ |
| 第一世 |            | 阿旺丹巴     |
| 第二世 |            | 阿旺丹贝尼玛 |
| 第三世 |            | 索南丹增     |
| 第四世 | ？－1879年 | 雪智丹增南杰 |
| 第五世 | 1880－1936 |              |
| 第六世 |            |              |